# Leptolalax maurus
Leptolalax maurus är en groddjursart som beskrevs av Inger, Lakim, Biun och Paul Yambun 1997. Leptolalax maurus ingår i släktet Leptolalax och familjen Megophryidae. IUCN kategoriserar arten globalt som nära hotad. Inga underarter finns listade i Catalogue of Life.